# Anna Rohlfing-Bastian
Anna Rohlfing-Bastian (* 1982 in Darmstadt) ist eine deutsche Wirtschaftswissenschaftlerin.

## Leben
Nach dem Studium (2002–2006) der Internationalen Betriebswirtschaftslehre an der Universität Tübingen (2004–2005: Auslandsstudium an der Università Commerciale Luigi Bocconi) war sie von 2007 bis 2010 wissenschaftliche Mitarbeitern am Lehrstuhl für ABWL und Controlling an der Universität Mannheim. Nach der Promotion 2010 zum Dr. rer. pol. in Mannheim war sie von 2013 bis 2016 Professorin (W3) für Managerial Accounting an der Wirtschafts- und Sozialwissenschaftlichen Fakultät der Universität Tübingen. Seit 2016 ist sie Professorin (W3) für Rechnungswesen, insbesondere Management Accounting an der Goethe-Universität, Fachbereich Wirtschaftswissenschaften.
Ihre Forschungsschwerpunkte sind Anreizverträge und Performancemessung, Aufgabenverteilung in Unternehmen, Organisationsstrukturen und entscheidungsrelevante Kosten.

## Schriften (Auswahl)
- Essays on incentive contracts and organizational design in franchising. 2010, OCLC 729991695.
- mit Stefan Reichelstein: Levelized product cost. Concept and decision relevance. München 2014.
- mit Martin Jacob und Kai Sandner: Why do not all firms engage in tax avoidance?. Vallendar 2016.
- mit Oliver Dürr und Markus Nisch: Incentives in optimally sized teams for projects with uncertain returns. 2020.